# Contrafagote
O baixão ou contrafagote é um instrumento musical de sopro de palheta dupla, considerado como variante do fagote. É na verdade uma versão maior do fagote, tocando uma oitava abaixo e pesando cerca de 10 kg. As técnicas para ambos os instrumentos são muito semelhantes. É um dos instrumentos de som mais grave da orquestra, e escreve-se para ele normalmente na clave de fá.
Tem um tubo de mais de 5,90 m de comprimento, dobrado três vezes sobre si mesmo, e altura de 1,60 m. É construído totalmente de madeira, excetuando poucas peças.
Para o tocar é necessário apoiar-se numa peça de ferro que assenta no chão, devido ao seu peso.
A palheta do contrafagote é feita com madeira de Arundo donax de modo similar à do fagote. 